# Shelby (Míchigan)
Shelby es una villa ubicada en el condado de Oceana en el estado estadounidense de Míchigan. En el Censo de 2010 tenía una población de 2065 habitantes y una densidad poblacional de 469 personas por km².

## Geografía
Shelby se encuentra ubicada en las coordenadas 43°36′43″N 86°21′52″O / 43.61194, -86.36444. Según la Oficina del Censo de los Estados Unidos, Shelby tiene una superficie total de 4.4 km², de la cual 4.4 km² corresponden a tierra firme y (0.06%) 0 km² es agua.

## Demografía
Según el censo de 2010, había 2065 personas residiendo en Shelby. La densidad de población era de 469 hab./km². De los 2065 habitantes, Shelby estaba compuesto por el 68.67% blancos, el 0.39% eran afroamericanos, el 1.55% eran amerindios, el 0.24% eran asiáticos, el 0% eran isleños del Pacífico, el 25.47% eran de otras razas y el 3.68% pertenecían a dos o más razas. Del total de la población el 45.62% eran hispanos o latinos de cualquier raza.